# Bedřich Golombek

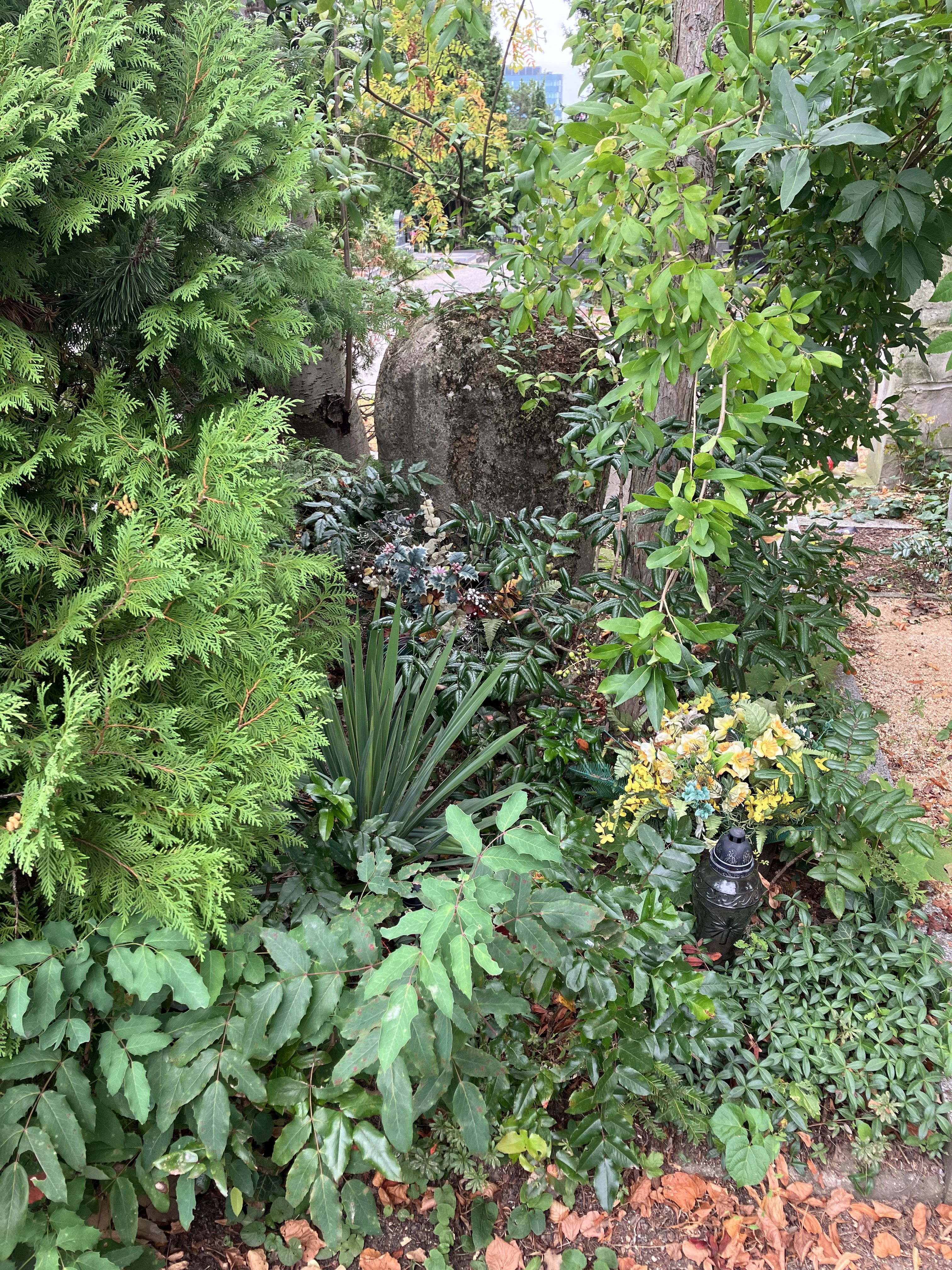
Neudržovaný hrob Bedřicha Golombka

Bedřich Golombek, pseudonymy Karel Hrozek, Vladimír Choleva (5. února 1901 Hrušov – 31. března 1961 Brno), byl český novinář a spisovatel-prozaik.

## Stručný životopis
Jeho otec byl ostravský havíř Josef Golombek (1869—??), který pracoval jako vážný v ostravských dolech, matka Kristina, rozená Tomášková (1876—??). Otec mu zemřel, když mu bylo sedm let. V roce 1919 vystudoval klasické gymnázium, poté pracoval jako reportér v brněnské redakci Lidových novin a zároveň s tím studoval čtyři semestry práva na Masarykově univerzitě v Brně. Po studiích pracoval jako referent ze soudních síní.
Od roku 1930 byl hlavním redaktorem nedělní přílohy Lidových novin, od roku 1933 pak šéfredaktorem odpoledního vydání tohoto listu, po druhé světové válce se stal šéfredaktorem pražské redakce Lidových novin. Po převratu v roce 1948 z redakce Lidových novin odešel a pracoval v jedné brněnské továrně, kde se vyráběly rentgenové přístroje.

### Rodinný život
Bedřich Golombek byl dvakrát ženat: 
Poprvé se oženil 14. května 1927 s Marií Dostalovou (1907—??). Toto manželství bylo rozloučeno v roce 1934.
Podruhé se oženil 3. února 1938 s novinářkou Josefinou Korcovou (1896—??), dcerou pedagoga Jana Korce, rozloučenou Vláčilíkovou. 
Jejím druhým manželem byl v letech 1924–1934 spisovatel a Golombkův spoluautor Edvard Valenta. Bedřich Golombek byl tedy jejím třetím manželem.  
Pohřben je na Ústředním hřbitově v Brně, sk. 25a, hr. 9–10. V roce 2023 byl hrob zarostlý vegetací a dlouhodobě neudržován. 

## Vybraná díla

### Adaptace
Společně Edvardem Valentou zaznamenal a literárně upravil příběhy Jana Eskymo Welzla, českého cestovatele a eskymáckého náčelníka. Tyto příběhy byl nejprve vydávány v letech 1929–1930 jako literární seriál v Lidových novinách a později, v 1930 a 1934, byly publikovány knižně ve třech samostatných knihách:
- J. Welzl: Třicet let na zlatém severu, 1930
- J. Welzl: Po stopách polárních pokladů, 1930
- J. Welzl: Ledové povídky, 1934

### Publicistika
- Válka v datech, 1945

### Vlastní tvorba
- Lidové noviny, 1919–1948, reportáže, soudničky, kurzivy, sloupky, fejetony
- Dobrodružství tří Billů, 1926, kniha pro mládež
- Černí andělé, 1929
- Trampoty eskymáckého náčelníka v Evropě, 1932, společně s Eduardem Valentou
- Lidé na povrchu, 1941, románová novela z ostravského regionu.
- Dům o dvou poschodích, 1942, románová novela z ostravského regionu.
- Dnes a zítra. K padesátce Lidových novin, vzpomínkové črty k 50. výročí založení Lidových novin.
- Co nebude v dějepise, 1945, svědectví a vzpomínky z doby nacistické okupace Československa v letech 1939–1945
- Rudolf Těsnohlídek, 1946, životopis spisovatele a novináře Rudolfa Těsnohlídka.
- Vysazená okna, 1947, válečný román popisující děje probíhající během osvobozování města Brna v roce 1945
- Perleťová květina, 1959, soubor krátkých próz (některé z nich také pojednávají o době nacistické okupace).
- Čtení o veletrhu, posmrtně 1961, postřehy a črty z Brněnského veletrhu.

## Zajímavost
O tehdejší popularitě dnes už polozapomenutých autorů Edvarda Valenty a Bedřicha Golombka, stejně jako o popularitě jejich díla o Eskymu Welzlovi, svědčí román Válka s Mloky (poprvé v Lidových novinách 1935–1936). Karel Čapek v něm v části Pan Golombek a Pan Valenta nechal své redakční kolegy, coby reportéry, zpovídat kapitána van Tocha (Vantocha). Kapitán van Toch navíc hovoří jazykem podobným vyjadřování Eskymo Welzla.